# Lymantria fumida
Lymantria fumida är en fjärilsart som beskrevs av Butler 1877. Lymantria fumida ingår i släktet Lymantria och familjen tofsspinnare. Inga underarter finns listade i Catalogue of Life.